# Cadmo y Harmonía
Cadmus et Hermione (Cadmo y Harmonía, en español) es una tragedia musical en un prólogo y cinco actos de Jean-Baptiste Lully. El libreto, en francés, es de Philippe Quinault. Se estrenó el 27 de abril de 1673, en la sala del Juego de Pelota de París.
El prólogo, en honor del rey Luis XIV, representa a Apolo matando al monstruo Pitón. La ópera en sí misma relata la historia de amor entre Cadmo, legendario fundador y rey de Tebas (Grecia), y Hermione, hija de Venus y Marte. Otros personajes son Palas Atenea, Cupido, Juno y Júpiter. 
Con Cadmus et Hermione, Lully da origen a la forma de la tragedia en música (más conocida como tragedia lírica). Lully incorpora elementos de la ópera cómica veneciana, de los cuales más tarde se aleja, dando origen a una lírica de rasgos propios.
Una transcripción contemporánea de la obertura por Jean-Henri d'Anglebert subsiste hasta hoy como parte del repertorio de clavecín.
La ópera Cadmo y Harmonía se representa muy poco. En las estadísticas de Operabase, aparece con sólo 4 representaciones en el período 2005-2010.